# Nickelodeon Kids' Choice Awards
O Kids' Choice Awards (acrônimo KCA) é uma premiação do cinema, televisão, e música americana criado em 1988 pelo canal de TV a cabo Nickelodeon. Atualmente é a maior premiação infantil do planeta. É exibido anualmente no mês de março ou abril, os indicados são escolhidos pelos telespectadores do canal de gênero infantil, pelo site do próprio. O prêmio do KCA e de suas versões 
internacionais, é um dirigível laranja escrito Nickelodeon em branco, que é chamado de blimp.

## Categorias
Atualmente, o KCA possui 21 nomeações divididas em cinco categorias (em inglês, choices).

### Cinema (Choice Movie)
1. Filme Favorito
2. Ator Favorito de Cinema
3. Atriz Favorita de Cinema
4. Animação Favorita

### Televisão (Choice TV)
1. Série Favorita
2. Reality Show Favorito
3. Desenho Favorito
4. Ator de TV Favorito
5. Atriz de TV Favorita

### Música (Choice Music)
1. Canção Favorita
2. Cantor Favorito
3. Cantora Favorita
4. Grupo musical Favorito
5. Música Favorita
6. Cantor Brasileiro/Português Favorito

### Especiais extintos
1. Wannabe Award (1991-2000)
2. Prêmio Hall da Fama (2000-2008)
3. Dublagem/Dobragem Favorita (1988 - 2014)
4. The Big Help Award (?)
5. Vilão Favorito  (2013)

## Versões internacionais
Kids' Choice Awards possui 12 versões internacionais, espalhadas pelo mundo:.

### Meus Prêmios Nick
- Ver página principal: Meus Prêmios Nick

(acrônimo MPN) Foi a primeira versão internacional do KCA criada em 1999 pela Nick Brasil. Tem certa independência em relação a versão americana, pois todas as categorias são completamente diferentes da versão original. Contou com 26 categorias que mudavam praticamente todo ano. O último ano da premiação aconteceu em 2021.

### Kid's Choice Awards México
Foi criada em 2010 pela Nickelodeon do América Latina. Possui categorias que participam artistas mexicanos e também da América Latina. Tem certa independência em relação a versão americana, pois todas as categorias são completamente diferentes da versão original.

### Kids' Choice Awards Argentina
Teve como primeira cerimônia em 2011 conduzida por Nicolás Vázquez. Possui categorias que participam artistas argentinos e também da América Latina. Lali Espósito é a artista que mais ganhou prêmios nesta premiação, e foi considerada a rainha da edição 2014 pelos 19 milhões de votos.

### Australian Kids' Choice Awards
Foi a segunda versão internacional do KCA, criada em 2003 pela Nickelodeon da Austrália. Possui as mesmas categorias que a versão americana, mais a categoria "artista internacional favorito", incluída no choice fun, tendo 23 categorias.

### Phillipines Kids' Choice Awards
(acrônimo PKCA) Foi criada em 2004 pela Nickelodeon das Filipinas. Possui apenas 7 categorias.

### UK's Kids' Choice Awards
(acrônimo U-KCA) Foi criada em 2006 pela nickelodeon do Reino Unido. Possui as mesmas categorias que a versão americana, mais a categoria "artista internacional favorito", e "personalidade do ano", voltada a artistas nacionais, tendo 24 categorias.

### Netherlands Kids' Choice Awards
Foi criada em 2007 pela Nickelodeon dos Países Baixos e da Bélgica. Possui apenas 10 categorias.

### VIVA Comet Awards
Foi criada em 2001 pela Nickelodeon da Alemanha. O VIVA Comet Awards é um prêmio de música concedido apenas aos artistas da Alemanha. De 2005 a 2008, foi concedido um prêmio especial, o Super Comet. Todas as três vezes, quem ganhou foi a banda alemã de rock Tokio Hotel.

### Indonesian Kids' Choice Awards
Foi criada em 2010 pela Nickelodeon da Indonésia. Possui as mesmas categorias que o U-KCA.

### Sweden Kids' Choice Awards
Foi criada em 2011 pela Nickelodeon da Suécia . Possui as mesmas categorias que o U-KCA.

### Kids' Choice Awards Colômbia
Foi criada em 2014. Possui as mesmas categorias que o KCA México e Argentina.